# Émetteur de Nuits-Saint-Georges
L'émetteur de Nuits-Saint-Georges, se trouvant dans le département de la Côte-d'Or, entre Dijon et Beaune, est un centre permettant la diffusion des chaînes de la télévision numérique française ainsi que celle des radios publiques en FM. Il détient aussi des relais pour la téléphonie mobile. Il appartient à l'opérateur TDF (Télédiffusion de France) et mesure environ 150 mètres de haut.

## Télévision

### Télévision analogique
Dans les régions Bourgogne et Franche-Comté, la diffusion des chaînes analogiques s'est arrêtée le 16 novembre 2010.
| Chaîne                 | Canal | Puissance (PAR) |
| ---------------------- | ----- | --------------- |
| TF1                    | 59H   | 200 kW          |
| France 2               | 62H   | 200 kW          |
| France 3 Bourgogne     | 65H   | 200 kW          |
| Canal+                 | 9H    | 30 kW           |
| France 3 Franche-Comté | 56H   | 30 kW           |

Les chaînes France 5 / Arte et M6 étaient diffusées en analogique via des réémetteurs locaux sur Dijon (Général Ruffey), Auxonne (Le Caporal), Arnay-le-Duc (Forêt Tarbet), Beaune (Les Mondes Rondes), Chalon-sur-Saône (Buxy)...

### Télévision numérique[2]
| Multiplex | LCN               | Chaînes                                                                 | Canal depuis le 24 mai 2018 | Puissance (PAR) depuis le 24 mai 2018 | Diffuseur                |
| --------- | ----------------- | ----------------------------------------------------------------------- | --------------------------- | ------------------------------------- | ------------------------ |
| R1        | 2 3 4 16 33       | France 2 France 3 Bourgogne France 4 France Info France 3 Franche-Comté | 29H                         | 32 kW                                 | TDF                      |
| R2        | 12 13 14 17 18 19 | Gulli BFM TV CNews CStar T18 Novo 19                                    | 21H                         | 32 kW                                 | towerCast                |
| R4        | 5 6 7 9 22 26     | France 5 M6 Arte W9 6ter Paris Première                                 | 33H                         | 32 kW                                 | towerCast                |
| R6        | 1 8 10 11 15      | TF1 LCP TMC TFX LCI                                                     | 37H                         | 32 kW                                 | towerCast                |
| R7        | 20 21 23 24 25    | TF1 Séries Films L'Équipe RMC Story RMC Découverte Chérie 25            | 39H                         | 32 kW                                 | towerCast sur pylône TDF |

## Radio FM
| Fréquence | Radio          | Puissance | RDS (PS) |
| --------- | -------------- | --------- | -------- |
| 93.7      | France Culture | 25 kW     | _CULTURE |
| 95.9      | France Inter   | 25 kW     | __INTER_ |
| 99.2      | France Musique | 25 kW     | MUSIQUE_ |
| 103.7     | Ici Bourgogne  | 25 kW     | ICIBOURG |

## Téléphonie mobileet autres transmissions[4]
| Opérateur        | 2G  | 3G  | 4G  | FH  |
| ---------------- | --- | --- | --- | --- |
| Orange           | Oui | Oui | Non | Non |
| SFR              | Oui | Oui | Oui | Oui |
| Bouygues Telecom | Oui | Oui | Oui | Oui |
| Free             | Non | Oui | Oui | Oui |

- Conseil régional de Bourgogne : faisceau hertzien / boucle locale radio de 3 GHz
- IFW (opérateur de WiMAX) : boucle locale radio de 3 GHz
- Sysoco (anciennement IMTS (Internationale Microwaves Telecom Solutions)) : faisceau hertzien
- TDF : faisceau hertzien

## Photos du site
- Galerie de photos du site tvignaud. (consulté le 12 avril 2017).
- Photos du site sur annuaireradio.fr (consulté le 12 avril 2017).